# Neschwitz
Neschwitz (Sorbisch: Njeswačidło) is een gemeente en plaats in de Duitse deelstaat Saksen. De gemeente maakt deel uit van de Landkreis Bautzen.
Neschwitz telt 2.407 inwoners.
De gemeente ligt in het officiële woongebied van de Sorben.

## Plaatsen in de gemeente Neschwitz
- Neschwitz (Njeswačidło)
- Caßlau (Koslow)
- Doberschütz (Dobrošicy)
- Holscha (Holešow)
- Holschdubrau (Holešowska Dubrawka)
- Kleinholscha (Holška)
- Krinitz (Króńca)
- Lissahora (Liša Hora)
- Loga (Łahow)
- Lomske (Łomsk)
- Luga (Łuh)
- Neudorf (Nowa Wjes)
- Pannewitz (Banecy)
- Saritsch (Zarěč)
- Übigau (Wbohow)
- Weidlitz (Wutołčicy)
- Zescha (Šešow)

Arnsdorf ·
Bautzen ·
Bernsdorf ·
Bischofswerda ·
Burkau ·
Crostwitz ·
Cunewalde ·
Demitz-Thumitz ·
Doberschau-Gaußig ·
Elsterheide ·
Elstra ·
Frankenthal ·
Göda ·
Großdubrau ·
Großharthau ·
Großnaundorf ·
Großröhrsdorf ·
Großpostwitz ·
Haselbachtal ·
Hochkirch ·
Hoyerswerda ·
Kamenz ·
Königsbrück ·
Königswartha ·
Kubschütz ·
Lauta ·
Laußnitz ·
Lichtenberg ·
Lohsa ·
Malschwitz ·
Nebelschütz ·
Neschwitz ·
Neukirch ·
Neukirch/Lausitz ·
Obergurig ·
Ohorn ·
Ottendorf-Okrilla ·
Oßling ·
Panschwitz-Kuckau ·
Pulsnitz ·
Puschwitz ·
Räckelwitz ·
Radeberg ·
Radibor ·
Ralbitz-Rosenthal ·
Rammenau ·
Schirgiswalde-Kirschau ·
Schmölln-Putzkau ·
Schwepnitz ·
Schönteichen ·
Sohland an der Spree ·
Spreetal ·
Steina ·
Steinigtwolmsdorf ·
Wachau ·
Weißenberg ·
Wiednitz ·
Wilthen ·
Wittichenau